# العقل العملي
العقل العملي في الفلسفة هو استخدامُ العقل لاتخاذ قرارٍ بشأن كيفيّة التصرّف. بإزاء العقل النظري أو العقل الخالص، وهو استخدامُ العقل لتحديد ما الذي سيحصل. فعلى سبيل المثال، يستخدمُ الناسُ العقل العملي لاتخاذ قرارٍ بشأن ما إذا كان ينبغي بناء تلسكوب، في حين يُستخدمُ العقل النظري لتحديد أيّ نظريّات الضوء والبصريّات هي الأفضل.